# یواس‌اس سکویا (قایق بادبانی ریاست جمهوری)
یواس‌اس سکویا (قایق بادبانی ریاست جمهوری) (به انگلیسی: USS Sequoia (presidential yacht)) یک کشتی است که طول آن ۱۰۴ فوت (۳۲ متر) می‌باشد. این کشتی در سال ۱۹۲۶ ساخته شد.